# Гайрем Таттл (вершник)
Гайрем Таттл (англ. Hiram Tuttle, 22 грудня 1882 — 11 листопада 1956) — американський вершник.
Бронзовий призер Олімпійських Ігор 1932 (індивідуальна виїздка), 1932 (командна виїздка) років.